# Корначівка
Корначі́вка — село в Україні, у Солобковецькій сільській територіальній громаді Хмельницького району Хмельницької області. Населення становить 390 осіб.

## Історія
7 (20) листопада 1917 року, відповідно до Третього Універсалу Української Центральної Ради, увійшло до складу Української Народної Республіки.
12 червня 2020 року, відповідно до розпорядження Кабінету Міністрів України № 727-р «Про визначення адміністративних центрів та затвердження територій територіальних громад Хмельницької області», увійшло до складу Солобковецької сільської громади.
19 липня 2020 року, в результаті адміністративно-територіальної реформи та ліквідації Ярмолинецького району, село увійшло до складу новоутвореного Хмельницького району.

## Населення
Згідно з переписом УРСР 1989 року чисельність наявного населення села становила 511 осіб, з яких 211 чоловіків та 300 жінок.
За переписом населення України 2001 року в селі мешкало 390 осіб. 100 % населення вказало своєю рідною мовою українську мову.

## Відомі уродженці
- Павло Гончарук (* 1978) — єпископ Римо-католицької церкви в Україні.
- Станіслав Широкорадюк (* 1956) — єпископ Римо-католицької церкви в Україні.